# A×A ダブルエー
『A×A ダブルエー』（だぶるえー）は、テレビ東京（関東ローカル）で月〜金曜日の深夜に放送されていた広報番組。2008年7月15日放送開始。読みがなを付さない形である『A×A』の表記も使用される。また、出演者である秋元玲奈・相内優香の2人の通称名（ユニット扱いされることもある）も指す。出演者2人の冠番組。なお、土日深夜放送の『Eネ!』とは姉妹番組。

## 概要
- 編成上の都合で放送開始から約3ヶ月間は、月曜深夜の放送がなかった。
- 年末年始の週を除いて、祝日でも放送が行われる。
- 番組内で『TX-V 女子アナなび』を放送することがある。
- 互いのことを紹介しあう「おたがいのことペディア」（ウィキペディアのパロディー）[1] や、「ダブルエーとしゃべるでーと」（ミニドラマ、毎週金曜日放送、2009年2月13日終了）[2]、「あぶないA×A刑事（デカ）」 → 「恋するA×A刑事」（同、2009年4月3日開始）などの企画、コーナーがある（現在は放送されていない）。また、「STARS on ICE」などのフィギュアスケート関係のときのMCはフィギュアスケート経験者の秋元ではなく相内が行い、「相内・オン・アイス」という、スケート初心者の相内がスケーターの技をフィーリングで実況し、その技をクイズ形式で小島、秋元が答える企画がある。
- 月刊テレビ情報誌『B.L.T.』で、2008年10月号から白黒1/3ページの「A×Aの2人ごと…」という連載が始まり、2009年10月号からは「A×Aのneoリンピック!!」（2人とも『neo sports』の週末版キャスターを務める）と改題し、カラー1ページに昇格。
- 放送開始に先立って、同番組のアメーバブログでのオフィシャルブログが開設された。アメブロでの番組オフィシャルブログは、同年度開設のものではTBSの『アナCAN』に次いで2つめである。ともに同年度入社の新人アナウンサーが出演していた番組だった。『アナCAN』の2008年度当時の新人アナウンサー3人が、入社早々に初レギュラー番組『アナCAN』でデビューしたのに対して、こちらの2人は入社後約2ヵ月でのデビューの後に、『A×A ダブルエー』で初レギュラーとなった。
- 放送開始当初はテレビ東京のスタジオで収録していたが、後に表参道のアメーバスタジオでの収録となった。同スタジオで地上波テレビ放送のレギュラー番組の収録を行ったのは、テレビ朝日の『オモ☆さん』以来である。
- 放送開始頃から約1年間は、番組の途中で出演女性アナウンサーが、「ダブル、エー!」とコールするアイキャッチが流れていた。かつて、日本テレビ系列の土曜深夜に放送されていた『DAISUKI!』で、当時の若手アイドルが「DAISUKI!」とコールするアイキャッチに似ている。
- 女性アナウンサー2人がエンタメを紹介し、楽しく語り合う番組スタイルは、かつてTBSの木曜深夜に放送されていた『E娘!』に似ている。ちなみに、テレビ東京スタジオ収録の時は、『E娘!』と同じく背景が真白になっている。ただし、『E娘!』のような定期的に行うゲーム対決はこちらにはない。

### 3年に及んだ放送期間
- 新人研修も兼ねて放送を開始した同番組も、2人が一人前へ成長していくとともに、他のトーク番組等と遜色ない本格的な広報番組に成長していった。
- 放送期間中には狩野恵里と白石小百合の2人の後輩女性アナウンサーが入社したが、夏休み等の代役として出演したことはあっても、この2人に後継としてレギュラーを譲ることはなく、3年もの長きにわたって放送されてきた。
- 同番組が開始するまでの同局平日深夜の広報番組は、ほぼ半年から1年周期で更新されてきたので、これだけ長期間放送され続けてきたのは、極めて異例だった。
- そして放送開始から、まる3年となる2011年7月8日をもって、番組は終了した。
- その翌週の7月11日からは後継番組として、2011年度入社の後輩である植田萌子と紺野あさ美が出演する、『もえ×こん』が放送を開始した。ただし、こちらは土日深夜の『Eネ!』も引き継いだため、全曜日の深夜に放送される帯番組となった。

## 出演者
2008年度入社の秋元玲奈（座り位置:左）と相内優香（右）で、原則1週間ごとにMCを交替で務める。番組タイトルは、この2人のイニシャルであるAをあわせたものである。新人研修の一環でもあった、この番組の放送開始当初には、お目付け役としてKと名乗る先輩の男性アナウンサーが1人いて、番組の最後に2人の番組進行ぶりを、100点満点中何点かで採点していた。正体は明かされていないが、小島秀公である。
ゲストが登場することもある。
狩野恵里や増田和也、前田真理子らが代行で出演することがある。
ナレーターは基礎情報参照。なお、『アリケン』のDVDを宣伝したときには、『アリケン』での、ナレーションを務めるDJ Monsiour（大岡優一郎）が担当した。

## A×Aプロジェクト
- 『B.L.T.』2009年6月号では、「ピンポン7」の2ページ特集と共に、カラー1ページ「A×A相内優香アナ秋元玲奈アナのすべて知りたいっ!」が掲載され、「A×A新プロジェクト第1弾」と題し、『A×A PERFECT BOOK 相内優香×秋元玲奈』（仮）という書籍が出版されることが発表された[3]。7月号では先行公開として6ページの特集が組まれた。なお、写真集の正式名は『A×A OFFICIAL BOOK 相内優香×秋元玲奈』[4] であり、2009年6月17日に発売された。
- 「A×A新プロジェクト第2弾」と称して、『アニソンぷらす×アニメ☆ダンス コレクション』に1曲参加する[5]。

## 逸話
- まれに相内がメガネを掛けて「相内先生」というキャラクターになりエンターテイメントを紹介したり、秋元が「秋元稔」という男の子のキャラになり、アドリブのコントをしたりもする。ちなみに、秋元稔とは、映画『ラブファイト』を紹介した際に、秋元が主人公の稔に扮しコントを行ったときに生まれたキャラである。秋元は「相内先生」と「秋元稔」は『A×A ダブルエー』の2大トップキャラと主張している。
- 相内は顔がタヌキ似であり、秋元はキツネ似の顔であることを互いに認めている。秋元曰く『BLEACH』の市丸ギンのような細い目のキツネ顔ではなく、目のクリクリしたキツネを想像してほしいらしい。相内曰く、タヌキよりパンダの方がうれしいらしい。
- 2009年1月12日 - 16日の『STARS on ICE JAPAN TOUR 2009』の放送で、ゲストの小島秀公には、秋元の服装がジュリアナ東京のボディコンのように見えたことから、秋元は小島に「秋元師匠」と呼ばれた[6]（秋元自身は、もっとかわいい呼び名を希望）。これに対し、秋元は小島を容貌からか「小島ギャル男」と呼ぶようになった。
- 2009年2月9日 - 13日の映画『少年メリケンサック』の放送で「パンク相内」として、相内が曲「アンドロメダ★ダブルエー」を披露した。エレキギターを自己流で弾きながら衣服のボタンが壊れる[7] ほど熱唱した。ブログ内での放送であったが暴走しすぎたため、途中で放送が中断されてしまった[8]。かわいらしいルックスとは裏腹に内なるパンク魂をもっている。
- 秋元は『BLEACH』、相内は『NARUTO』のファンである。特に相内はエンタメが『NARUTO』のときはテンションが高く、番組内で自称「NARUTOアナウンサー」を名乗っていたが、2009年7月31日、原作者（岸本斉史）から、公認「NARUTOアナウンサー」に認定される。対抗して、秋元も自称「BLEACHアナウンサー」と名乗っている。

## 放送時間
- 月曜 26:30 - 26:45
- 火・金曜 27:00 - 27:15
- 水曜 26:50 - 27:05
- 木曜 26:45 - 27:00

※年末年始を除く、祝祭日も放送される。放送時間の変動が激しい。また、スポーツ中継や特番の編成によって、放送時間が繰下げ変更になる場合がある。

## 基本番組構成
（目安）
- 開始 - 00:30…CM
- 00:30 - 00:45…オープニング
- トーク（エンタメ紹介など）
- エンタメUPDATE（1分半、実質CM）
- トーク（エンタメ紹介、企画など）ないし『TX-V女子アナなび』
- エンタメUPDATE（1分半）
- トーク（補足、お知らせなど）
- 11:35 - 12:05…CM
- 12:05 - 12:10…予告（エンディング）
- CM

## 主な経歴
- 2008年7月11日 オフィシャルブログを開設。
- 7月15日 テレビ東京のスタジオ収録で放送開始。
- 7月23日 岩手県で発生した震度6の地震発生のため、同日放送予定だった「モーニング娘｡×タカラヅカシンデレラtheミュージカル」の特集はお蔵入りになった。ただし、翌日の放送内容の予告ナレーションがあったためか、5秒間のエンディングのみ放送された。
- 7月29日 アメーバスタジオでの収録となる。
- 7月31日 休止
- 8月12日 - 23日 江の島のテレビ東京主催の海の家「てれとパラディーゾ」での収録を放送。モデルの水瀬あいみがビキニ姿で同海の家を案内した。
- 10月6日 毎週月曜深夜の放送を開始、平日深夜の帯番組となる。
- 2009年6月17日 『A×A OFFICIAL BOOK 相内優香×秋元玲奈』（写真集）が出版。
- 7月31日 相内が公認「NARUTOアナウンサー」に。
- 2010年4月26日 テレビ東京のスタジオ収録に戻る。放送開始以来初の「A×A」のロゴが描かれた、専用テーブルが設けられた。
- 7月5日 前日の『全国一斉地デジ化テスト』放送以降、地上波放送番組がデジタル・アナログ問わず、原則として画面サイズ16:9のHDTV方式となった。これに伴い同番組もHDTV方式による制作となった。
- 2011年3月11日 東日本大震災発生のため、同日放送予定だった「ゴッドタンDVD」の特集はお蔵入りとなった。
- 2011年7月8日 放送終了
- 2013年1月22日 AmebaVisionのサービス終了に伴い、同サービスに掲載されてきた同番組のオフィシャル動画が、掲載終了。当初は2012年12月4日の予定だったが、諸事情で延期された。[9]

## 活動
書籍
- 『A×A OFFICIAL BOOK 相内優香×秋元玲奈』（2009年6月17日発売、東京ニュース通信社） ISBN 978-4-86336-055-6

CD
- 『アニソンぷらす×アニメ☆ダンス コレクション』（『みなみけ』の主題歌に使われた『経験値上昇中☆』を2人がカバーしたものが1曲収録されている）

出演
- 『有田&山崎のひきだし太郎』（2009年10月10日）

雑誌 ※インタビューなど直接取材に応じたもののみを掲載。
- 『週刊プレイボーイ』（見開き2ページのカラー特集、2008年9月8日特大号）[10]
- 『B.L.T.』
  - 2008年10月号〜2009年9月号「A×Aの2人ごと…」（白黒1/3ページ程度の連載）
  - 2009年10月号〜 「A×Aのneoリンピック!!」（カラー1ページの連載）
  - 2008年10月号、カラー1ページ
  - 2008年12月号「ANNOUNCER×PROGRAM」（カラー1ページ）[11]
  - 2009年6月号「A×A相内優香アナ秋元玲奈アナのすべて知りたいっ!」（カラー1ページ）
  - 2009年7月号「先がけてふたりのグラビアを大公開!」（カラー6ページ）
  - 2009年8月号「A×A（ダブルエー）相内優香アナと秋元玲奈アナからのSURPRISE!!」（カラー1ページ）
- 『週刊文春』（原色美女図鑑「相内優香&秋元玲奈－アナウンサーとグラビアの蜜月」、『A×A OFFICIAL BOOK 相内優香×秋元玲奈』の一部掲載、2009年7月2日号）

## 過去の月〜金曜日広報番組枠について
- エンタ姫 2003年9月29日 - 2005年4月1日

月〜金曜日深夜2:30 - 2:40 ※木曜日のみ深夜2:15 - 2:25
- ぷっちNUKI 2005年4月4日 - 2006年3月31日

月〜金曜日深夜2:30 - 2:45
※木曜日のみ 2005年4月 - 同年6月までは深夜2:00 - 2:15、2005年7月 - 9月までは深夜2:15 - 2:30、2005年10月以降は木曜日放送なし。
次長課長、タカアンドトシ、ダイノジ、ライセンス、POISON GIRL BANDの5組が週替わりでMCを担当。『ぶちぬき』でアシスタントを務める女性2名が入れ替わりで出演。
- ぷっちぬき 2006年4月3日 - 2007年3月28日

- クリップクラップ 2007年4月2日 - 2008年7月11日

主にダイノジ、豊田エリーが出演していた。最後の2週間は前田海嘉（当時テレビ東京アナウンサー、現在はスポーツ局社員）らが中心となった。

## 脚註
1. ↑  おたがいのことペディア一覧
2. ↑  皆さんご存知でしたか??
3. ↑  テンション↑↑の相内です☆
4. ↑  Project第一弾☆
5. ↑  Project第二弾
6. ↑  秋元のファッションは
7. ↑  ガーリーファッションの相内優香☆
8. ↑  作詞・作曲 相内優香
9. ↑  2012年3月27日、アメーバスタッフブログより
10. ↑  じゃじゃっ〜ん!!
11. ↑  秋元玲奈です! B.L.T.に載ってます!!
12. ↑  相内&秋元アナのここだけの話
13. ↑  小島アナA×Aについて語る!?、（大江アナへのどっきりの）裏側